# Motajica
Motajica (v srbské cyrilici Мотајица) je pohoří na severu Bosny a Hercegoviny, Republice srbské. Rozkládá se při řece Sávě, mezi ústím řeky Vrbas do Sávy a městem Derventa. Nejvyšší bod pohoří se jmenuje Gradina a má nadmořskou výšku 652 m. Nižší vrcholy se jmenují Lipaja (643 m n. m.) a Ostraja (521 m n. m.). Dlouhé je 30 km.
Motajica je pohoří řídce osídlené a zalesněné. Původní lesy, které jsou postupně těženy, tvoří především buk a dub. S těžbou dřeva zde začala již Osmanská říše, která využívala Motajici jako zásobárnu vynikajícího dřeva již v 19. století. Roku 1869 zde nařídili turečtí správci vykácet značnou plochu lesů. Na severní straně pohoří, v údolí řeky Sávy, se nachází několik kamenolomů.